# New York Liberty 2005
La stagione 2005 delle New York Liberty fu la 9ª nella WNBA per la franchigia.
Le New York Liberty arrivarono terze nella Eastern Conference con un record di 18-16. Nei play-off persero la semifinale di conference con le Indiana Fever (2-0).

## Roster
| N° | Naz.                   | Ruolo | Sportivo            | Anno | Alt. | Peso |
| -- | ---------------------- | ----- | ------------------- | ---- | ---- | ---- |
| 3  | Stati Uniti (bandiera) | A     | Crystal Robinson    | 1974 | 180  | 70   |
| 5  | Stati Uniti (bandiera) | G     | Erin Thorn          | 1981 | 178  | 68   |
| 7  | Stati Uniti (bandiera) | A     | La'Keshia Frett     | 1975 | 191  | 77   |
| 8  | Francia (bandiera)     | G     | Edwige Lawson       | 1979 | 168  | 59   |
| 12 | Belgio (bandiera)      | C     | Ann Wauters         | 1980 | 193  | 83   |
| 15 | Stati Uniti (bandiera) | G     | Tamara Moore        | 1980 | 178  | 80   |
| 20 | Stati Uniti (bandiera) | GA    | Shameka Christon    | 1982 | 185  | 79   |
| 21 | Stati Uniti (bandiera) | G     | Loree Moore         | 1983 | 175  | 75   |
| 24 | Stati Uniti (bandiera) | A     | Amisha Carter       | 1982 | 188  | 84   |
| 25 | Stati Uniti (bandiera) | G     | Becky Hammon        | 1977 | 168  | 61   |
| 28 | Russia (bandiera)      | A     | Elena Baranova      | 1972 | 196  | 83   |
| 30 | Stati Uniti (bandiera) | A     | DeTrina White       | 1980 | 180  | 75   |
| 33 | Stati Uniti (bandiera) | A     | Cathrine Kraayeveld | 1981 | 193  | 82   |
| 54 | Stati Uniti (bandiera) | C     | Jennifer Smith      | 1982 | 191  | 90   |
| 55 | Stati Uniti (bandiera) | A     | Vickie Johnson      | 1972 | 175  | 68   |

## Staff tecnico
- Allenatore: Pat Coyle
- Vice-allenatori: Nick DiPillo, Marianne Stanley